# Nationaal park Kahurangi
Het nationaal park Kahurangi (Engels: Kahurangi National Park) ligt op het Zuidereiland van Nieuw-Zeeland. In dit park van 4510 km² komt een grote verscheidenheid aan inheemse planten en dieren voor. Hoogtepunt bij een bezoek is de wandeltocht langs de Heaphy Track (4 tot 6 dagen).